# Синдзюку-Нисигути (станция)
Станция Синдзюку-Нисигути (яп. 新宿西口駅 синдзюку ниси гути эки) — железнодорожная станция на линии Оэдо расположенная в специальном районе Синдзюку, Токио. Станция обозначена номером E-01. Название «нисигути» означает «западный выход». Станция располагается непосредственно у западного выхода станции Синдзюку. На станции установлены автоматические платформенные ворота.

## Планировка станции
Одна платформа островного типа и 2 пути.
| 1 | ○ Линия Оэдо (Toei) | Тотёмаэ          |
| 2 | ○ Линия Оэдо        | Иидабаси, Рёгоку |

## Близлежащие станции
| «                 | «                 | Вид обслуживания  | »                 | »                 |
| Линия Оэдо (E-28) | Линия Оэдо (E-28) | Линия Оэдо (E-28) | Линия Оэдо (E-28) | Линия Оэдо (E-28) |
| ----------------- | ----------------- | ----------------- | ----------------- | ----------------- |
| Тотёмаэ           | Тотёмаэ           |                   | Хигаси-Синдзюку   | Хигаси-Синдзюку   |